# Compton
Compton (також відомий як Compton a Soundtrack by Dr. Dre) — третій і останній студійний альбом американського репера і продюсера Dr. Dre. Альбом винятково вийшов на Apple Music та iTunes Store 7 серпня 2015 року.

## Передісторія
1 серпня 2015 року під час інтерв'ю на радіостанції Power99FM репер Ice Cube оголосив про те, що Dr. Dre випустить новий альбом. Того ж 1 серпня радіоведучий вже іншої радіостанції Beats 1 запитав Dr. Dre про те, коли він збирається випустити альбом, на що Dre відповів, що вже можна зробити попереднє замовлення, а офіційна дата виходу — 7 серпня 2015 року.
«Під час зйомок фільму [»Прямісінько з Комптону"] я відчув натхнення і почав записувати альбом", — сказав Dre на радіо шоу The Pharmacy. Також він додав: «Я тримав його в секреті, але зараз він вже готовий. Він дуже крутий. Я надихався альбомом Straight Outta Compton, тому назву його Compton: The Soundtrack. Дуже їм пишаюся». Ще Dr. Dre заявив, що це його «грандіозний фінал».

## Список пісень
Список пісень був оприлюднений 1 серпня 2015 року.
| #     | Назва                                                                    | Продюсер(и)                                     | Тривалість |
| ----- | ------------------------------------------------------------------------ | ----------------------------------------------- | ---------- |
| 1.    | «Intro»                                                                  | Dr. Dre                                         | 1:13       |
| 2.    | «Talk About It» (за участю King Mez та Justus)                           | Dr. Dre, DJ Dahi                                | 3:12       |
| 3.    | «Genocide» (за участю Кендріка Ламара, Марши Амброзіус та Кендіс Піллай) | Dr. Dre, Dem Jointz                             | 4:26       |
| 4.    | «It's All on Me» (за участю Justus та BJ the Chicago Kid)                | Dr. Dre, Bink                                   | 3:43       |
| 5.    | «All in a Day's Work» (за участю Андерсона Паака та Марши Амброзіус)     | Dr. Dre, DJ Dahi                                | 5:11       |
| 6.    | «Darkside/Gone» (за участю King Mez, Марши Амброзіус та Кендріка Ламара) | Dr. Dre, Best Kept Secret                       | 3:55       |
| 7.    | «Loose Cannons» (за участю Xzibit та Cold 187um)                         | Dr. Dre                                         | 4:00       |
| 8.    | «Issues» (за участю Ice Cube та Андерсона Паака)                         | Dr. Dre                                         | 3:44       |
| 9.    | «Deep Water» (за участю Кендріка Ламара та Justus)                       | Dr. Dre, Cardiak, Focus..., Dem Jointz, DJ Dahi | 4:29       |
| 10.   | «One Shot One Kill» (Джон Коннор за участю Snoop Dogg)                   | Dr. Dre                                         | 3:23       |
| 11.   | «Just Another Day» (The Game за участю Азії Браянт)                      | Dr. Dre                                         | 2:22       |
| 12.   | «For the Love of Money» (за участю Джилл Скотт та Джона Коннора)         | Dr. Dre, Cardiak                                | 4:09       |
| 13.   | «Satisfiction» (за участю Snoop Dogg, Марши Амброзіус та King Mez)       | Dr. Dre, Dem Jointz                             | 4:13       |
| 14.   | «Animals» (за участю Андерсона Паака)                                    | Dr. Dre, DJ Premier                             | 3:47       |
| 15.   | «Medicine Man» (за участю Eminem, Кендіс Піллай та Андерсона Паака)      | Dr. Dre, Dem Jointz                             | 4:13       |
| 16.   | «Talking to My Diary»                                                    | Dr. Dre, DJ Silk, Mista Choc                    | 4:19       |
| 61:37 |                                                                          |                                                 |            |

Нотатки
- «Darkside / Gone» містить семпл пісні «Spirits of Ancient Egypt» британського рок-гурту Wings.
- «Issues» містить семпл пісні «Ince Ince» турецької співачки Сельди.
- «For the Love of Money» містить семпл пісні «Foe tha Love of $» американського хіп-хоп гурту Bone Thugs-n-Harmony.
- «Talkin to My Diary» містить семпл пісні «Lord Have Mercy» американського репера Біні Сіґела.

## Історія виходу
| Регіон | Дата           | Формат           | Лейбл                |
| ------ | -------------- | ---------------- | -------------------- |
| Світ   | 7 серпня 2015  | Digital download | Aftermath Interscope |
| США    | 21 серпня 2015 | CD               | Aftermath Interscope |